# Фірма-прокладка
Фірма-прокла́дка — також відома як фірма-одноде́нка чи фірма-метелик. Вона стосується платників податків, що використовують у своїй роботі «одноденки», все частіше застосовують для приховування незаконних схем організації в роботі — «прокладки». Можуть використовуватись в роботі конвертаційних центрів.

## Сполучна ланка
Про фірми-«прокладки» знає кожен, хто має відношення до сплати податків. Вони існують лише на папері, а насправді не ведуть реальної діяльності. На сьогодні в Москві офіційно зареєстровано понад 1 млн комерційних організацій, з яких понад 690 000 або не звітують перед ФНС, або надають нульові баланси. Багато хто з них і є тими фіктивними фірмами, які дозволяють підприємствам отримувати необґрунтовану податкову вигоду або вчиняти незаконні оборудки.
Фіскали знайомі з цією статистикою. Тому постійно вдосконалюють методи припинення незаконних угод. Як пояснює юрист «Інвесткафе» Олег Малкін, останнім часом компанія по боротьбі з «одноденками» набирає обертів. ФНС сформовані ознаки фіктивних фірм, за якими кожна організація повинна перевірити контрагента перед укладенням контракту, існує судова практика, і складається вона не на користь юридичних осіб: податкова вигода може бути визнана необґрунтованою, якщо інспекторами буде доведено, що компанія діяла без належної обачності при виборі партнера.
Сьогодні вже неможливо «відмивати гроші» безпосередньо. Бажають уникнути сплати податків придумали новий і, до речі сказати, вельми дієвий спосіб обійти закон — скористатися послугами так званих «прокладок» — організацій, що виступають сполучною ланкою між компанією і фіктивною фірмою. Таким чином вибудовується ряд посередників, в якому сумлінний платник податків, що знаходиться на одному його кінці, не укладає безпосередньо договорів з «одноденкою», розташованої на іншому кінці ланцюжка.

## Незаконно
На відміну від «одноденок», буферна фірма, як правило, платить податки, хоча і в мінімальному розмірі, має офіс, який збігається з юридичною адресою, а її засновник — реальне фізична особа. Діяльність такої організації полягає в тому, щоб пропускати через себе фінансові потоки. Боротися з «прокладками» надзвичайно складно, тому що формально вони не порушують закон.
"Принцип роботи і простий, і складний, — розповідає старший юрист компанії «Юрик» Олена Павлова. — Існує зовні звичайна компанія, реально займається бізнесом. Вона в змозі пройти перевірку податкових органів. На перший погляд, всі відносини, які матиме ця організація з будь-якої іншої, носять цілком законний характер. Однак на певному етапі в процесі роботи з'являється «одноденка», на яку і доводиться більша частина податкового навантаження. Щоб «очистити» всі гроші, які проходять від фіктивної фірми, вони повинні бути проведені в середньому через три фільтрувальних компанії. Податкові органи перевіряють на сумлінність не тільки контрагентів компаній, але і тих, хто постачає їх постачальників, однак глибше трьох рівнів заходять не так часто ".
Поширеним способом застосування «прокладки» є виведення грошей з країни в офшори. Компанія купує товар або послугу у «одноденки», рахунки якої знаходяться в сприятливій фінансової зоні. А щоб «замести сліди», потрібні фірми- «прокладки».
Використовувати «прокладки» можна різними способами, але будь-який з них пов'язаний з порушенням закону. Найпоширенішою метою створення фірм-посередників є отримання готівки. Вільні гроші потрібні — це аксіома. Але всі витрати необхідно враховувати, але ж так заманливо обійтися без цього! І компанія купує у «одноденки» товар. Насправді товару немає, фіктивна фірма належить тим же людям, що й основна, а угода існує тільки на папері. Гроші переводяться на рахунок «одноденки», а назад вони повертаються у вигляді готівки. Після отримання коштів компанія безконтрольно може використовувати їх на будь-які цілі: виплати зарплати в конвертах, відкати, підкуп, і навіть безневинні сувеніри партнерам.
Ще одним поширеним способом застосування буферної фірми є виведення грошей з країни в офшори. Організація купує товар або послугу у «одноденки», рахунки якої знаходяться в сприятливій фінансової зоні. Насправді фіктивне підприємство належить основним власникам компанії, і щоб «замести сліди», в хід йдуть «прокладки».
Є й інші приклади. «Уявіть, що у фірми є актив, не зовсім чесно придбаний, — розповідає директор Центру підтримки підприємництва Московської торгово-промислової палати Світлана Андріанова. — „Прокладка“ його викуповує, проводить по ланцюжку посередницьких фірм і продає основної компанії, яка таким чином стає „добросовісним набувачем“, і забрати у неї дане майно неможливо навіть по суду».
Бувають випадки, коли підприємство спочатку укладає багато сумнівних операцій, до яких за визначенням виникнуть претензії податкових органів або вони спочатку незаконні. Навіщо вішати все це на основну фірму? Можна податкові зобов'язання перекласти на «одноденку», вести угоди від її імені, а потім кинути, не заплативши податки. Але зв'язок з одноденкою ризикована, і тут знову потрібні посередники.
1. ↑  Фантомний бізнес конвертаційних центрів. Архів оригіналу за 27 січня 2018. [Архівовано 2018-01-27 у Wayback Machine.]